# Réseau Vives d'universités
 (juin 2025).
Si vous disposez d'ouvrages ou d'articles de référence ou si vous connaissez des sites web de qualité traitant du thème abordé ici, merci de compléter l'article en donnant les références utiles à sa vérifiabilité et en les liant à la section « Notes et références ».
Le Réseau Vives d'universités ou simplement Réseau Vives (en catalan : Xarxa Vives d'Universitats, Xarxa Vives ; en abrégé XVU), est une association sans but lucratif d'institutions académiques appartenant à des territoires de langue catalane.
Il est nommé en référence à l'humaniste valencien Jean Louis Vivès.

## Historique
Le 28 octobre 1994, les recteurs de 13 universités de l'arc méditerranéen se sont réunis à Morella (Els Ports) pour signer l'acte de création d'une association d'universités avec une entité juridique propre et n'ayant pas de but lucratif : l'Institut Joan Lluís Vives, en honneur de l'humaniste valencien Jean Louis Vivès.
Aujourd'hui, l'Institut Joan Lluís Vives réunit 22 universités. Cette association représente un ensemble de plus de 430 000 personnes, dont 400 000 sont étudiants, 26 000 professeurs et 10 000 sont membres du personnel d'administration et services. L'association réunit des représentants de quatre états :  Andorre, Espagne, France et Italie.

## Universités membres
Le réseau d'universités Vives est composé de 21 institutions : 
- Espagne
  - Université Abbé Oliva CEU
  - Université d'Alicante
  - Université autonome de Barcelone
  - Université de Barcelone
  - Université de Gérone
  - Université des îles Baléares
  - Université internationale de Catalogne
  - Université Jacques-Ier
  - Université de Lérida
  - Université Miguel-Hernández
  - Université ouverte de Catalogne
  - Université polytechnique de Catalogne
  - Université polytechnique de Valence
  - Université Pompeu Fabra
  - Université Raymond-Lulle
  - Université Rovira i Virgili
  - Université de Valence
  - Université de Vic
- Autres pays
  - Université de Sassari (Italie)
  - Université de Perpignan (France)
  - Université d’Andorre (Andorre)

## Reconnaissance
Le 14 décembre 2004, la Xarxa Vives a reçu la Creu de Sant Jordi qu'accorde la Généralité de Catalogne, « en reconnaissance de son rôle éminent dans le renforcement, dans le domaine académique, de liens historiques, culturels et linguistiques qui sont une garantie pour notre futur »[réf. souhaitée].